# Dilonei Melara
Dilonei Francisco Melara (Lagoa Vermelha, 26 de abril de 1954 – Dois Irmãos, 26 de janeiro de 2005) foi um criminoso brasileiro. Ficou conhecido por liderar o maior motim da história de Porto Alegre, no sul do Brasil.
Ex-agricultor nascido em São José do Ouro, Melara ingressou na carreira criminosa assaltando táxis e ônibus em Caxias do Sul, nos anos 70.
No mais famoso episódio de sua carreira no crime, acontecido em julho de 1994, ele e parceiros de prisão tomaram 27 reféns, escaparam do Presídio Central de Porto Alegre e invadiram, em um táxi, o saguão do hotel mais luxuoso da época, o Plaza São Rafael, no centro de Porto Alegre. O incidente causou a morte de cinco pessoas e um dos reféns ficou paraplégico.
Das rebeliões organizadas por ele, veio a surgir a primeira facção organizada do estado do Rio Grande do Sul, chamada Os Manos, da qual Melara foi o principal líder até a sua morte.
A partir de então, o assaltante de bancos fugiu várias vezes da prisão, até ser assassinado em 2005, enquanto encontrava-se foragido do sistema penitenciário gaúcho.